# Edmund Neupert
Carl Fredrik) Edmund Neupert (Oslo. Noruega, 1 d'abril de 1842 – Nova York, Estats Units, 22 de juny de 1888) fou un pianista i compositor noruec descendent d'un pare el qual pertanyia a la noblesa alemanya.
Estudià en l'Acadèmia Kullak de Berlín, de la qual arribà ser professor, passant després al Conservatori de Copenhaguen com a professor de piano i el 1881 al de Moscou. Des de 1883 s'establí a Nova York per dedicar-se a l'ensenyança. També fou un distingit pianista i s'havia fet aplaudir en nombrosos concerts.
Va compondre obres de caràcter didàctic per a piano, estudis de mecanismes, estudis de concert, estudis d'octaves, d'estil, de ritme, etc.